# Steve Stevens
Steve Stevens (született mint Steven Bruce Schneider) (Brooklyn, New York, 1959. május 5. –)  Grammy-díjas amerikai gitáros és zeneszerző. Leginkább más zenészekkel való együttműködéseiről híres (mint például Billy Idol, Michael Jackson, és Vince Neil), de szólókarrierjéről, közös projektekről, valamint sessionzenészként folytatott pályafutásáról is híres. 2010-ben a "Married to Rock" című valóságshowban önmagát alakította.

## Élete
Hétéves korában fogott először gitárt a kezébe, és nagy hatással voltak rá olyan előadók, mint az Emerson, Lake and Palmer vagy a Yes. Első próbálkozásai a manhattani Fine Maribus nevű zenekarral voltak, akikkel felvett egy soha ki nem adott demószalagot, majd 1982-ben a KISS-tag Peter Criss második szólóalbumán, a "Let Me Rock You"-n játszott sessionzenészként. A KISS akkori menedzsere, Bill Aucoin hozta össze az éppen első szólóalbumának felvételére készülő Billy Idollal. A párosítás remekül működött, három albumot vettek fel a nyolcvanas években, mindhárom nagy siker lett. 1986-ban aztán úgy döntött, hogy szólókarrierbe kezd, de ennek ellenére számos megkeresésre mondott igent. A Top Gun zenéjének megírása után Michael Jackson (Bad), Ric Ocasek (This Side of Paradise), a Thompson Twins (Here's to Future Days), és Robert Palmer (Don't Explain) albumain is játszott. 1989-ben létrehozta a Steve Stevens' Atomic Playboys nevű zenekart, de a nagy hírveréssel összehozott együttes mindössze egy kislemezt adott ki. A kilencvenes évek elején a Hanoi Rocks volt énekesével, Michael Monroe-val tervezte a Jerusalem Slim nevű zenekar beindítását, de ez is egy rövid életű próbálkozás volt. Ezt követően a Mötley Crüe énekesével, Vince Neil-lel állt össze, és 1993-ban elkészítették "Exposed" című albumát. 1994-től kezdve újra együtt kezdett el dolgozni Billy Idollal, néhány új szám felvétele után újra lemezeket adtak ki és koncertezni kezdtek. Közben izgalmas projektekbe kezdett: a Bozzio Levin Stevens formációban progresszív rockot játszott, illetve kiadott egy Flamenco A Go-Go című, flamenco stílusú albumot.

## Diszkográfia
- Billy idol – Billy Idol (1982)
- Billy Idol – Rebel Yell (1983)
- Billy Idol – Whiplash Smile (1986)
- The Guitar World According To Steve Stevens (1986)
- Top Gun filmzene (1986)
- Michael Jackson – Bad (1987)
- Steve Stevens' Atomic Playboys  – Atomic Playboys (1989)
- Robert Palmer – Don't Explain (1990)
- Jerusalem Slim – Jerusalem Slim (1992)
- Vince Neil – Exposed (1993)
- Akai Guitar Sample Collection (1994)
- Féktelenül filmzene (1994)
- Bozzio Levin Stevens – Black Light Syndrome (1997)
- Flamenco a Go-Go (1999)
- Bozzio Levin Stevens – Situation Dangerous (2000)
- VH1 Storytellers: Billy Idol (2002)
- Billy Idol – Devil's Playground (2005)
- Memory Crash (2008)
- Billy Idol – Idolize Yourself (2008)
- Billy Idol – Kings and Queens of the Underground (2014)
- Sebastian Bach – Give 'em Hell (2014)